# Haselsdorf-Tobelbad

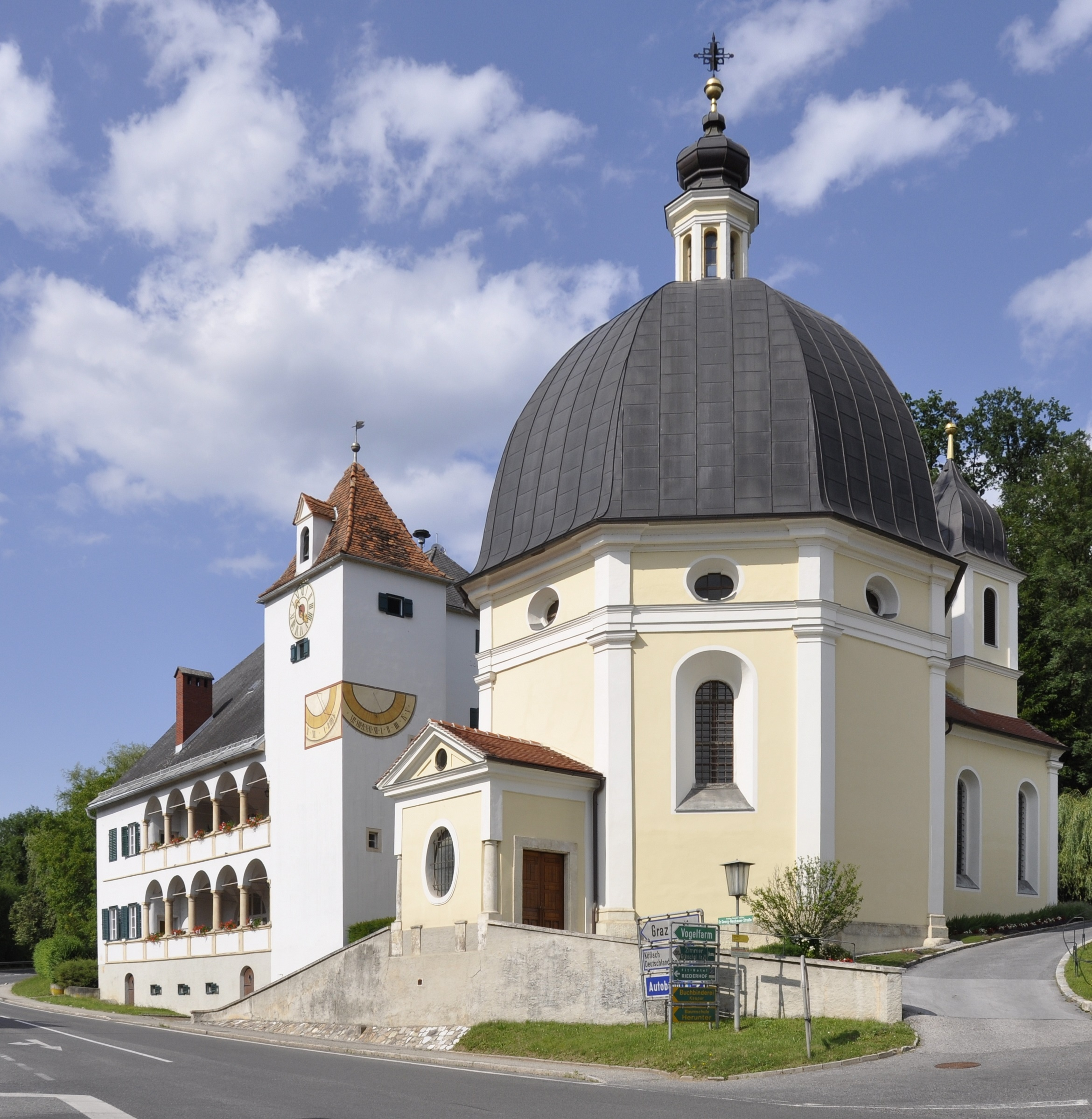
Pfarrkirche Tobelbad (2011)

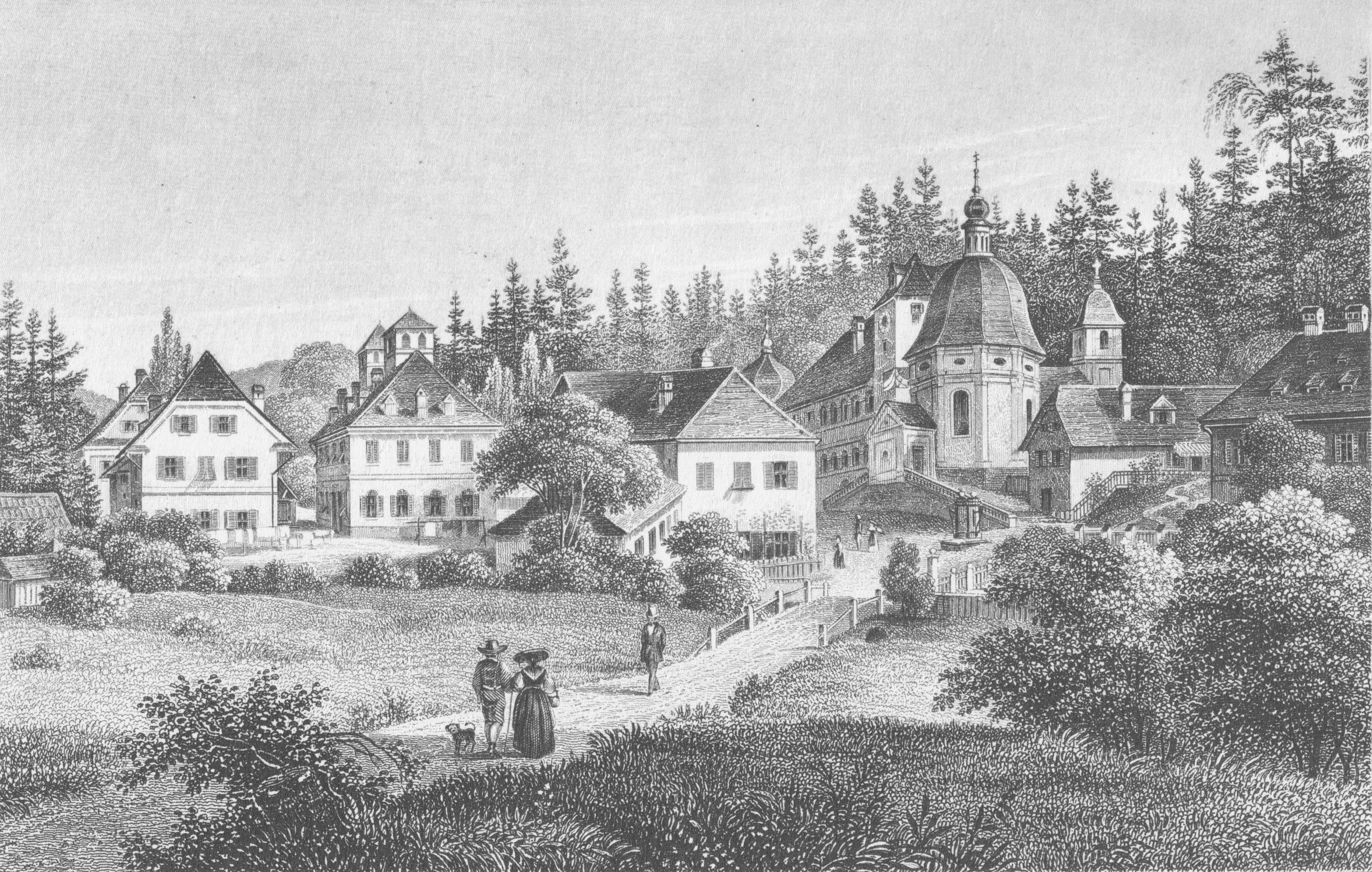
Stahlstich von Conrad Kreuzer

Haselsdorf-Tobelbad ist eine Gemeinde südwestlich von Graz im Bezirk Graz-Umgebung in der Steiermark mit 1.610 Einwohnern (Stand 1. Jänner 2025).

## Geographie
Haselsdorf-Tobelbad liegt etwa zehn Kilometer südwestlich der Landeshauptstadt Graz in der Weststeiermark. Der Gemeindehauptort liegt im Tal des Doblbaches, im Südosten schließt der Kaiserwald an das Gemeindegebiet an.

### Gemeindegliederung
Die Gemeinde besteht aus der einzigen Katastralgemeinde Haselsdorf und umfasst nachstehende Ortschaften (in Klammern Einwohnerzahl Stand 1. Jänner 2025):
- Badegg (382) samt Badleiten, Fuggari
- Haselsdorf (327) samt Erken und Himmelreich
- Haselsdorfberg (513) samt Pfalzberg
- Tobelbad (388)

### Nachbargemeinden
| Hitzendorf |                                             | Seiersberg-Pirka |
|            | Kompassrose, die auf Nachbargemeinden zeigt |                  |
| Lieboch    | Dobl-Zwaring                                | Premstätten      |

## Geschichte
Bereits im Jahr 1491 wird ein Heilbad im Bereich des heutigen Ortes Tobelbad erwähnt. Die Ortsgemeinde Haselsdorf als autonome Körperschaft entstand 1850. Der Kurbetrieb in Tobelbad endete 1938.
Bei seiner Fußreise durch Österreich im Sommer 1825 beschreibt Joseph Kyselak die Ortschaft „Doppelbad“ wie folgt:

„… sattsam besehen, darf man sich schon getrost in den dunklen Wald wagen, durch welchen eine gute Fahrtstraße den Pilger in einer Stunde nach Doppelbad leitet. Dieses aus neun Häusern bestehende Dörfchen, dem eine Badquelle Ursprung und Namen erwarb, so unansehnlich und verborgen es in einem Waldkessel liegt, soll doch eine besondere Einwirkung auf Kranke besitzen; ich konnte aber nicht erfahren, ob diese in wunderbarer Hebung des Krankheitsstoffes oder baldigem Tode bestehe? Erstere möge wenigstens dem Gebrechlichen so lange Trost sein, bis Schwermut als natürliche Folge dieses quälenden Wohnortes, letzteren herbeizieht. Indessen soll den Frauen, welche sich der Unfruchtbarkeit beklagen, dieses Bad als Remedium dienen. Eine Strecke noch dauert der Wald, dann treten ergiebige Kornfelder hervor…“

Nach der Annexion Österreichs 1938 kam die Gemeinde zum Reichsgau Steiermark, 1945 bis 1955 war sie Teil der britischen Besatzungszone in Österreich. Seit 1983 nennt sich die Gemeinde „Haselsdorf-Tobelbad“.

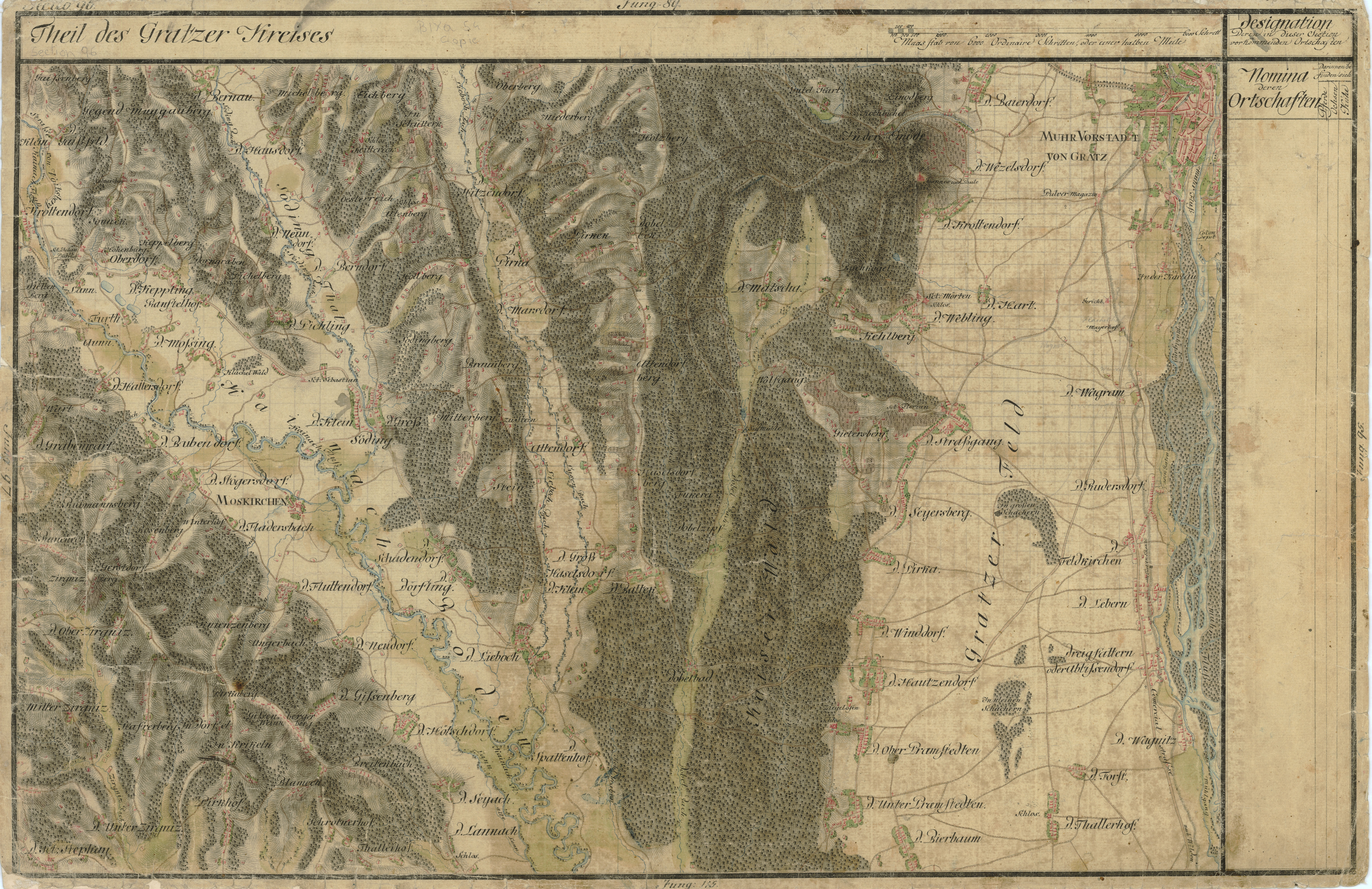
Das Gebiet der Gemeinde mit Haselsdorf, Dobelbad und Dobelzipf in der  Josephinischen Landesaufnahme, um 1790
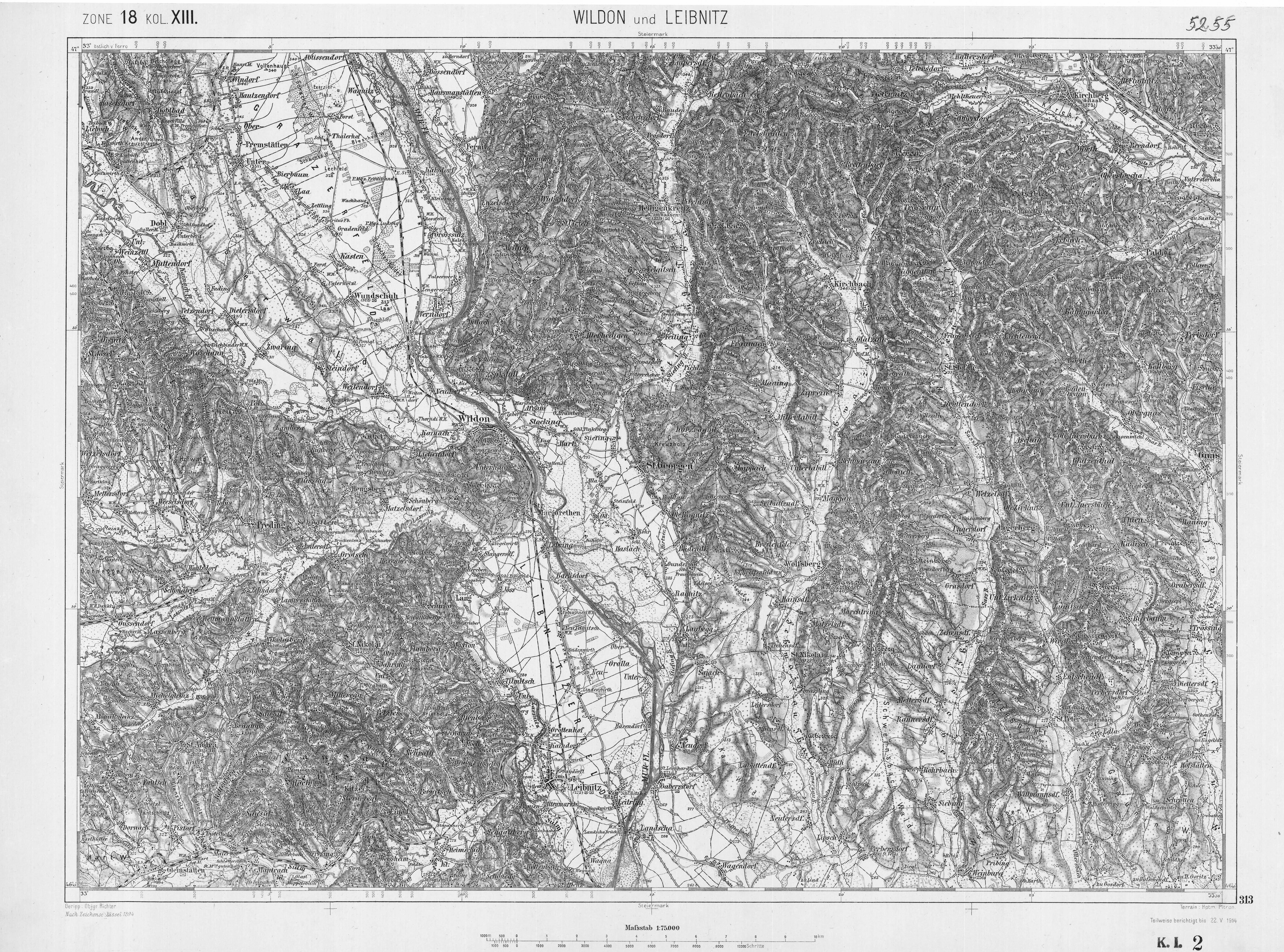
Das Gemeindegebiet (links oben) in der franzisco-josephinischen Landesaufnahme, ca. 1910

### Bevölkerungsentwicklung
| Haselsdorf-Tobelbad: Einwohnerzahlen von 1869 bis 2024 | Haselsdorf-Tobelbad: Einwohnerzahlen von 1869 bis 2024 | Haselsdorf-Tobelbad: Einwohnerzahlen von 1869 bis 2024 | Haselsdorf-Tobelbad: Einwohnerzahlen von 1869 bis 2024 | Haselsdorf-Tobelbad: Einwohnerzahlen von 1869 bis 2024 |
| ------------------------------------------------------ | ------------------------------------------------------ | ------------------------------------------------------ | ------------------------------------------------------ | ------------------------------------------------------ |
| Jahr                                                   |                                                        |                                                        |                                                        | Einwohner                                              |
| 1869                                                   | 1869                                                   |                                                        | 491                                                    | 491                                                    |
| 1880                                                   | 1880                                                   |                                                        | 523                                                    | 523                                                    |
| 1890                                                   | 1890                                                   |                                                        | 499                                                    | 499                                                    |
| 1900                                                   | 1900                                                   |                                                        | 508                                                    | 508                                                    |
| 1910                                                   | 1910                                                   |                                                        | 497                                                    | 497                                                    |
| 1923                                                   | 1923                                                   |                                                        | 576                                                    | 576                                                    |
| 1934                                                   | 1934                                                   |                                                        | 608                                                    | 608                                                    |
| 1939                                                   | 1939                                                   |                                                        | 1.150                                                  | 1.150                                                  |
| 1951                                                   | 1951                                                   |                                                        | 740                                                    | 740                                                    |
| 1961                                                   | 1961                                                   |                                                        | 738                                                    | 738                                                    |
| 1971                                                   | 1971                                                   |                                                        | 757                                                    | 757                                                    |
| 1981                                                   | 1981                                                   |                                                        | 844                                                    | 844                                                    |
| 1991                                                   | 1991                                                   |                                                        | 1.013                                                  | 1.013                                                  |
| 2001                                                   | 2001                                                   |                                                        | 1.221                                                  | 1.221                                                  |
| 2011                                                   | 2011                                                   |                                                        | 1.349                                                  | 1.349                                                  |
| 2021                                                   | 2021                                                   |                                                        | 1.574                                                  | 1.574                                                  |
| 2024                                                   | 2024                                                   |                                                        | 1.622                                                  | 1.622                                                  |
| Quelle(n): Statistik Austria, Gebietsstand 1.1.2021    |                                                        |                                                        |                                                        |                                                        |

## Kultur und Sehenswürdigkeiten
- Pfarrkirche Tobelbad: 1628–1630 erbaut, achteckiger Zentralbau mit Kuppel,  der unbefleckten Empfängnis geweiht

## Wirtschaft und Infrastruktur

### Verkehr
- Straße: Durch die Nähe zur Landeshauptstadt Graz ist die Gemeinde sehr verkehrsgünstig gelegen. Die Packer Straße B 70 von Graz nach Klagenfurt verläuft direkt durch das Gemeindegebiet. Die Radlpass-Straße B 76 ist nur etwa 2 km entfernt. Die Süd-Autobahn A 2 verläuft in unmittelbarer Nähe der Gemeinde. Die nächstgelegenen Anschlussstellen befinden sich in Premstätten (exit 188) in ca. 4 km Entfernung für die Fahrtrichtung Graz und in Lieboch (exit 194) in ca. 3 km Entfernung für die Fahrtrichtung Klagenfurt.
- Bus: Autobuslinien der Graz-Köflacher Eisenbahn von Graz in die Weststeiermark berühren das Rehabilitationszentrum Tobelbad.
- Bahn: Die Gemeinde hat keinen Bahnhof. Der nächstgelegene Bahnhof Lieboch befindet sich in rund 4 km Entfernung und bietet Zugang zur Graz-Köflacher Eisenbahn für die Strecken nach Graz, Köflach und Deutschlandsberg. Der Bahnhof Premstätten-Tobelbad befindet sich in Premstätten in ebenfalls etwa 4 km Entfernung.
- Flughafen: Der Flughafen Graz ist rund 10 km entfernt.

### Öffentliche Einrichtungen

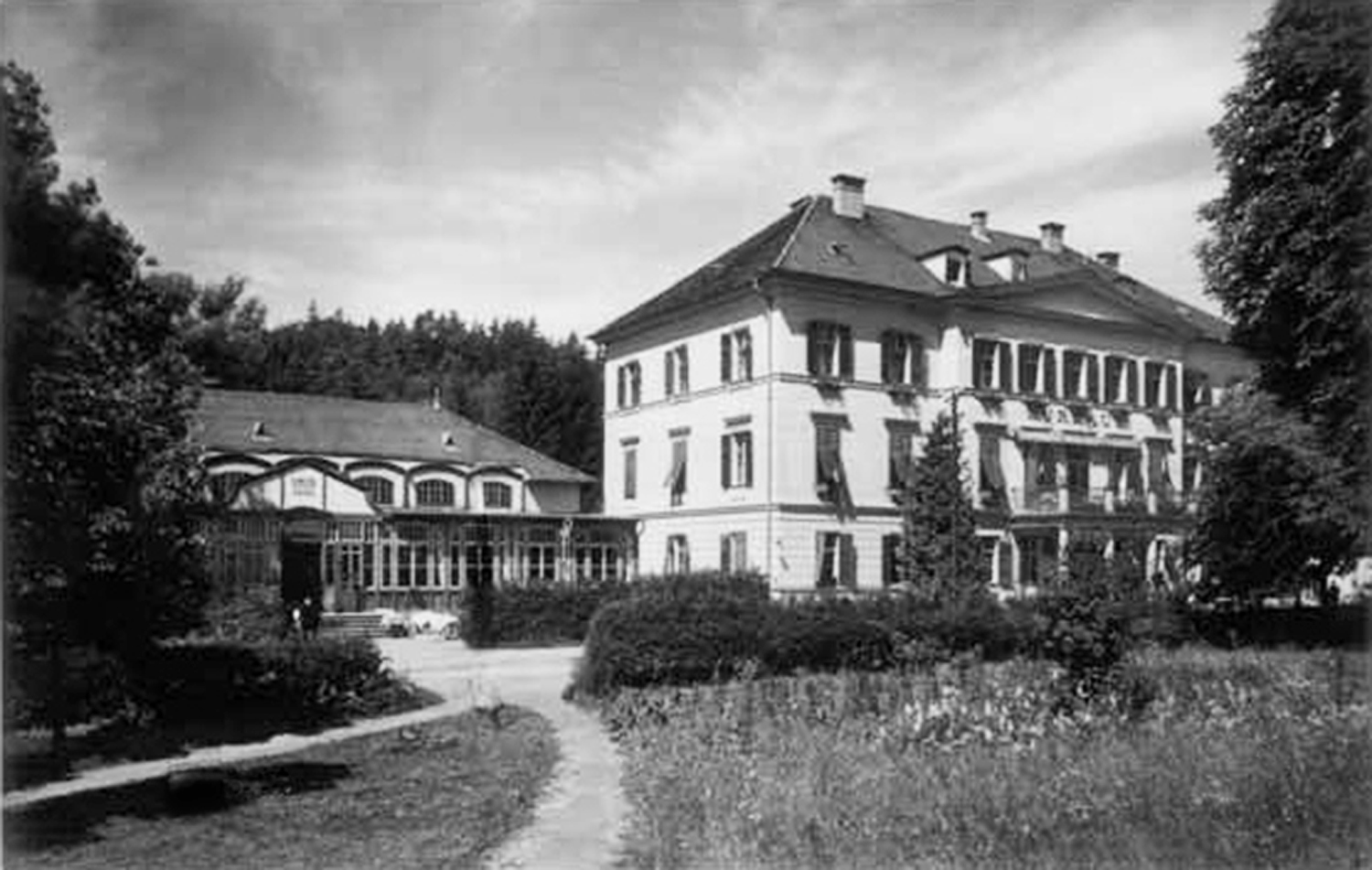
Tobelbad

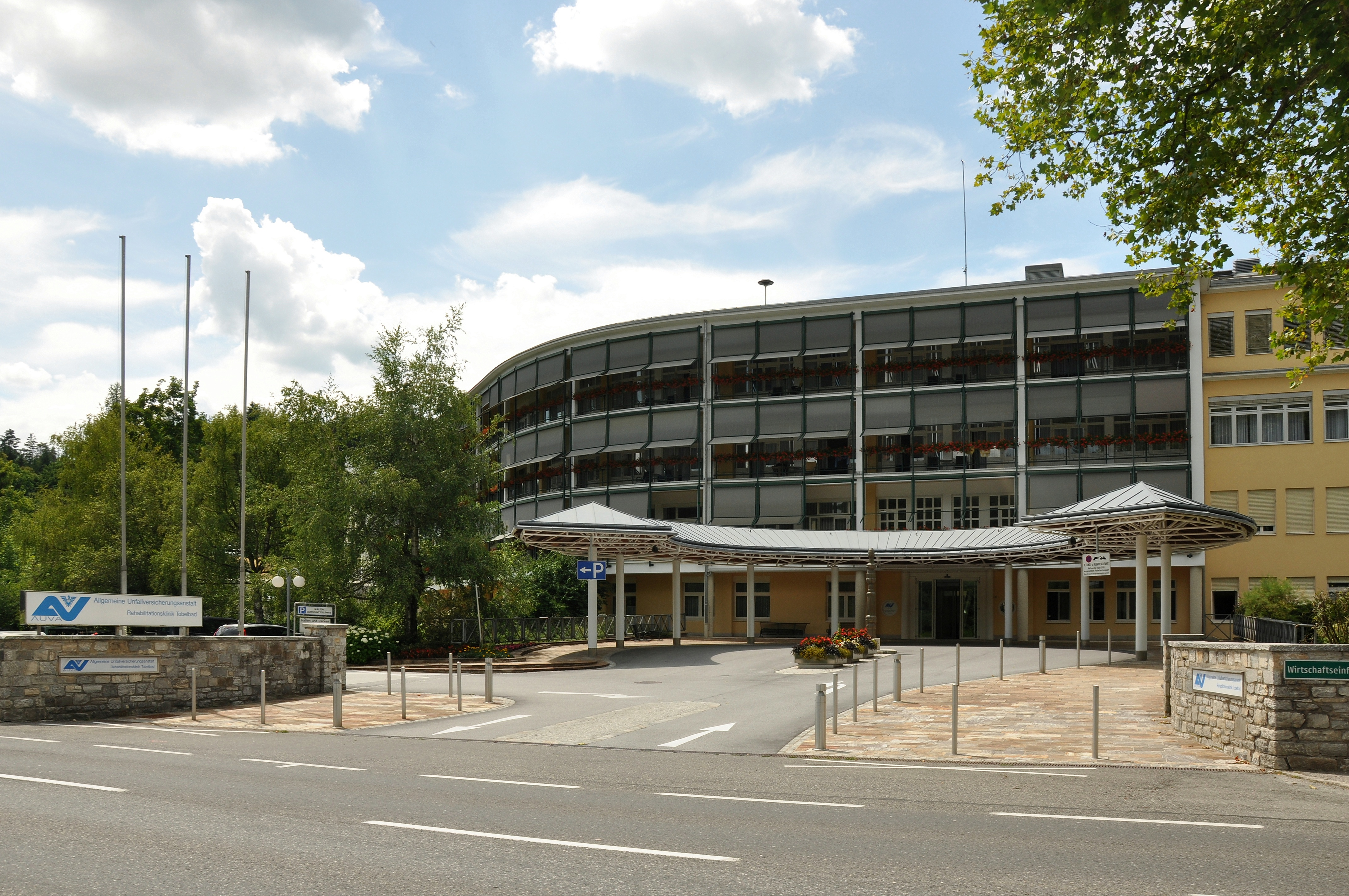
Rehabilitationsklinik der AUVA

- Rehabilitationsklinik Tobelbad: In Tobelbad befindet sich ein Rehabilitationszentrum der Allgemeinen Unfallversicherungsanstalt der österreichischen Sozialversicherung, am 6. Mai 1966 von Bundespräsident Franz Jonas eröffnet als Silikose-Spital.[3]

## Politik

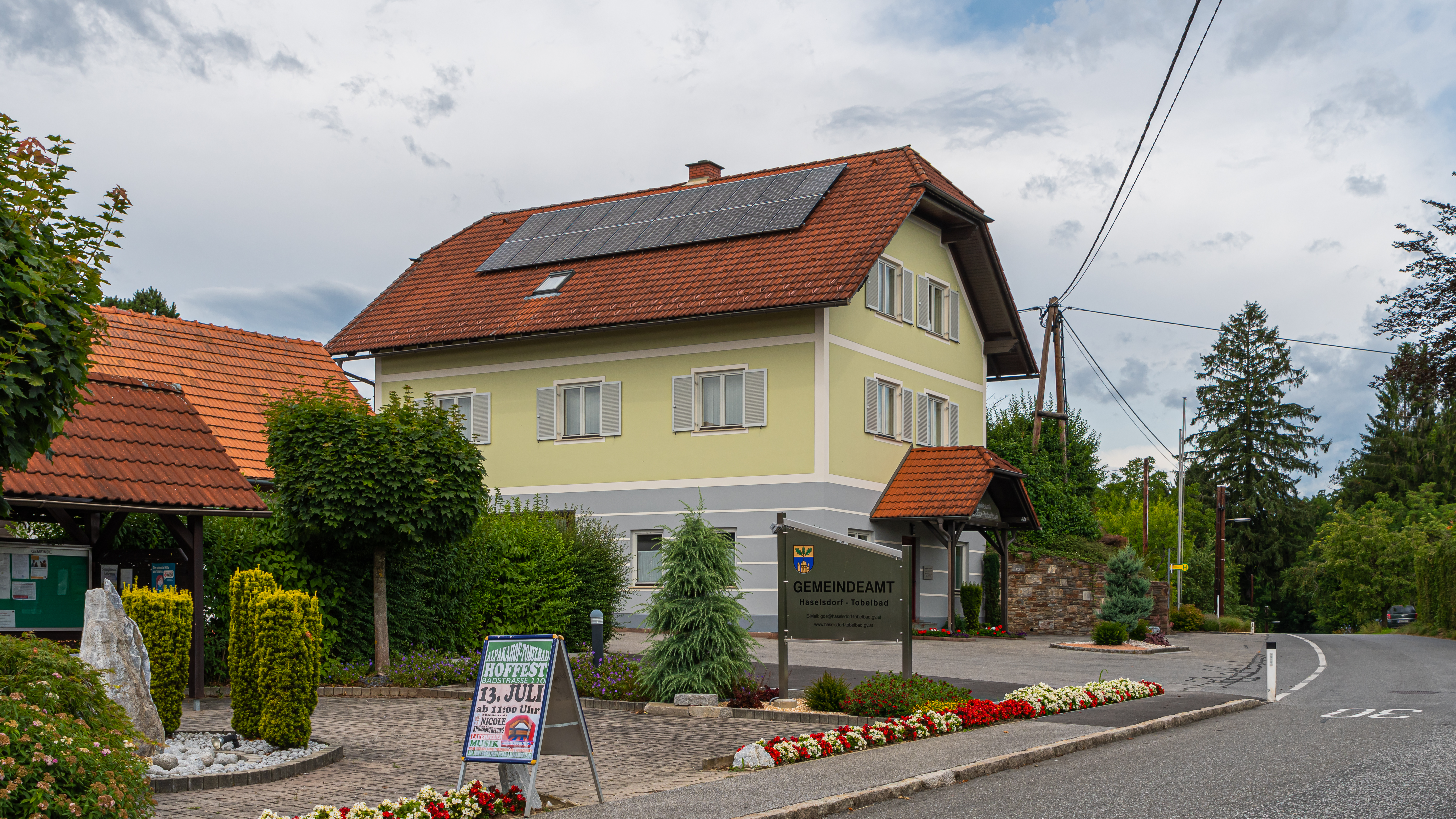
Gemeindeamt

### Gemeinderat
Der Gemeinderat hat 15 Mitglieder.
- Nach den Gemeinderatswahlen in der Steiermark 2000 hatte der Gemeinderat folgende Verteilung: 10 SPÖ, 4 ÖVP und 1 FPÖ.
- Nach den Gemeinderatswahlen in der Steiermark 2005 hatte der Gemeinderat folgende Verteilung: 12 SPÖ und 3 ÖVP.[4]
- Nach den Gemeinderatswahlen in der Steiermark 2010 hatte der Gemeinderat folgende Verteilung: 12 SPÖ und 3 ÖVP.[5]
- Nach den Gemeinderatswahlen in der Steiermark 2015 hatte der Gemeinderat folgende Verteilung: 11 SPÖ, 3 ÖVP und 1 FPÖ.[6]
- Nach den Gemeinderatswahlen in der Steiermark 2020 hat der Gemeinderat folgende Verteilung: 13 SPÖ und 2 ÖVP.[7]

### Bürgermeister
- seit ? Hubert Holzapfel (SPÖ)

### Wappen
Die Verleihung des Gemeindewappens erfolgte mit Wirkung vom 1. Juni 1980.
Wappenbeschreibung:
„Von Gold und Blau erhöht geteilt, oben ein grüner Eichenlaubzweig von drei Blättern, unten ein achteckiger goldener Kuppelbau mit einem hohen rundbogigen schwarzen Fenster in der mittleren der drei sichtbaren Wände, drei querovalen schwarzen Fenstern im Attikafries, einem hochrechteckigen schwarzen Fenster in der Laterne mit Knauf und aufgestecktem Kreuz-, links stößt an den Zentralbau ein ebenfalls wachsender, niedrigerer goldener Vorbau mit Giebelreiter, dieser mit einem hohen schwarzen Rundbogenfenster und geschweiftem Dach mit Knauf; vorne wird der Bau von einem wachsenden goldenen Turm mit einem viereckigen schwarzen Fenster unter dem Spitzdach mit je einer seitlichen Gaupe begleitet.“

## Persönlichkeiten

### Ehrenbürger
- 1917: Alois Edler von Kriehuber, Grund unbekannt
- 1934: Otto von Habsburg (1912–2011), 1938 aberkannt
- 1949: Franz Kormann, Bürgermeister (1932–1946)
- 1964: Johann Liebl, Vizebürgermeister (1960–1964)
- 1978: Mathias Pozar, Pfarrer (1965–1978)
- 1975: Johann Schlegl, Vizebürgermeister (1955–1960)
- 1977: Franz Kiegerl, Vizebürgermeister (1964–1976)
- 1977: Karl Hohl, Bürgermeister (1955–1977)
- 1986: Hans Gross (1930–1992), Landeshauptmann-Stellvertreter
- 1986: Therese Höller († 2020), Schulleiterin (1978–1986)[9]
- 2002: Siegfried Fassolter, Bürgermeister (1977–2002)
- 2005: Alois Amschl († 2017), Gemeinderat (1985–1994)

### Söhne und Töchter der Gemeinde
- Erik von Kuehnelt-Leddihn, (* 1909 in Tobelbad; † 1999), österreichischer Publizist
- Hans Pretterebner (* 1944 in Tobelbad; † 2024), österreichischer Journalist

### Mit Haselsdorf-Tobelbad verbundene Persönlichkeiten
- Gustav Robert Paalen (1873–1945), österreichischer Erfinder und Unternehmer, erwarb das heruntergewirtschaftete Bad 1909, restaurierte alle Gebäude und errichtete einen Speisesaal. Unter seiner Ägide wurde Tobelbad für kurze Zeit zum beliebtesten Kurhaus der deutschen und österreichischen Großbürger, Künstler und Aristokraten. Paalen stiftete ein Steindenkmal zum Andenken an die Präsenz Kaiser Franz Josephs I. während der feierlichen Wiedereröffnung im Jahre 1910, das noch heute zu besichtigen ist.
- Josef Carlone (1678–1739), Maurermeister u. a. in Tobelbad, entstammt der Künstlerfamilie Carlone
- Wolfgang Paalen (1905–1959), österreichisch-mexikanischer Maler und Kunsttheoretiker, verbrachte die ersten Jahre in Wien und Tobelbad